# Майкл Гардт
Майкл Хардт (англ. Michael Hardt, нар. 1960, Бетесда, штат Меріленд, США) — американський теоретик літератури та політичний філософ. Відомий завдяки книзі «Імперія» (англ. «Empire»), написаній у співавторстві з Антоніо Негрі, що вийшла 2000 року. Її було названо «Комуністичним маніфестом XXI століття».
Хардт і його співавтор припускають що те, що вони розглядають як сили сучасного пригноблення класів, глобалізації та товаризації сфери послуг (або «виробництва аффектів»), потенційно можуть стати причиною значних соціальних змін. Книга-продовження(Multitude: War and Democracy in the Age of Empire, 2004, рос. Множество: война и демократия в эпоху империи, 2006), деталізує концепт «multitude» (прим. в українській науковій спільності ще не було знайдено вдалого українського відповідника, здебільшого використовується оригінальний термін) як можливий локус глобального демократичного руху.
Завершальна книга трилогії «Співдружність» (Commonwealth) вийшла восени 2009 року. 

## Біографія
Народився у Бетесді (штат Меріленд), закінчив школу в окрузі Потомак, Меріленд. Вивчав інженерію у Свартморському коледжі(англ.) штату Пенсільванія у 1978—1983 роках. Здобуваючи вищу освіту, під час енергетичної кризи 1970 року(див. англ. сторінку 1970s energy crisis), Хардт почав цікавитись альтернативними джерелами енергії.
Після закінчення коледжу Хардт працював у різноманітних компаніях, пов'язаних із сонячною енергією. Також спіробітничав із неурядовими організаціями у Центральній Америці.
У 1983 році Хардт переїздить до Сієтлу, де починає вивчати порівняльну літературу в Вашингтонському Університеті. Там у 1986 році він здобуває ступінь магістра, а у 1990 — кандидата наук (PhD). Звідти Хардт переїздить у Париж, де і зустрічає Антоніо Негрі.
Хардт, окрім англійської, вільно володіє французькою, іспанською, італійською мовами. Є викладачем літератури та італійської у Дюкському університеті, а також викладачем філософії та політики у European Graduate School.

## Ідеї
Хардт звертає увагу на задоволення від політичного життя: «Потрібно вивести концепт любові за межі закоханої пари» Політика multitide не фокусується виключно на контролюванні засобів виробництва чи на звільненні людської суб'єктивності. Обидва ці орієнтири пов'язані між собою любов'ю та задоволенням від політичного життя та усвідомлення політичних цілей.
Хардт не вважає викладацьку (вчительську) діяльність революційною, як і не вважає, що вищий навчальний заклад є політичною інституцією. «Але зараз думаючи про політику як проект масштабної соціальної трансформації, я зовсім не впевнений, що політична активність може бути привитою в університеті».
Хардт вважає, що візії загальної освіти та рівноправного відкритого доступу до університетів поступово зникають: «війна з тероризмом» стимулювала лише вузькі сфери військового і технологічного знання, в той час як потрібні навички біополітичної економіки (створення ідей, образів, кодів, афектів та інших нематеріальних благ) не здобули визнання як ключові для економічної інновації.

## Концепт «Multitude»
«Multitude» — це спільність, активний соціальний суб'єкт, який немає деякої об'єднучої, загальної ідентичності та не зводиться до класу або народу. «Multitude» — принципова плюральність, що складається з одиничних, оригінальних соціальних агентів, кожен з яких має особливу комбінацію ідентифікацій. В межах «multitude» не знайдеться двох однакових агентів-особистостей. Така різноманітність одиничностей уможливлює існування спільності, яка конституюється через утворення «спільного» («common») в ході біополітичного виробництва.,

### Книги у перекладі на російську
- Империя (в соавторстве с Антонио Негри) Москва: Праксис, ISBN 5-901574-40-0, 2004
- Множество: война и демократия в эпоху империи (в соавторстве с Антонио Негри) Москва: Культурна Революция, ISBN 5-902764-09-2, 2006

### Книги англійською мовою
- Gilles Deleuze: an Apprenticeship in Philosophy, ISBN 0-8166-2161-6, 1993
- Labor of Dionysus: a Critique of the State-form, з Антоніо Негрі, ISBN 0-8166-2086-5, 1994
- Empire, з Антоніо Негрі, ISBN 0-674-00671-2, 2000
- Multitude: War and Democracy in the Age of Empire, з Антоніо Негрі, ISBN 1-59420-024-6, 2004
- Commonwealth, з Антоніо Негрі, ISBN 0-674-03511-9, 2009

### Електронні видання
- Declaration, з Антоніо Негрі, ASIN: B00816QAFY

### Англомовні статті
- The Withering of Civil Society. Social Text. Duke University Press (45): 27—44. 1995.
- Prison Time. Yale French Studies. Yale University Press (91): 64—79. 1997.
- Affective Labor. boundary 2. Duke University Press. 26 (2): 89—100. 1999.
- Hardt, Michael; Antonio Negri (1999). Value and Affect. boundary 2. Duke University Press. 26 (2): 77—88.
- Hardt, Michael; Antonio Negri (2003). The Rod of the Forest Warden: A Response to Timothy Brennan. Critical Inquiry. The University of Chicago Press. 29 (2): 368—373.
- «Take Up the Baton.» [Архівовано 11 травня 2012 у Wayback Machine.]